# سوتا كاواساكي
سوتا كاواساكي (باليابانية: 川﨑 颯太) (مواليد 30 يوليو 2001) هو لاعب كرة قدم ياباني.

## وصلات خارجية
- سوتا كاواساكي على موقع رابطة كرة القدم اليابانية للمحترفين (اليابانية)
- سوتا كاواساكي على موقع إي إس بي إن إف سي (الإنجليزية)
- سوتا كاواساكي على موقع قاعدة بيانات كرة القدم.إي يو (الإنجليزية)
- سوتا كاواساكي على موقع Soccerbase.com (لاعب) (الإنجليزية)
- سوتا كاواساكي على موقع Soccerway.com (الإنجليزية)
- سوتا كاواساكي على موقع عالم كرة القدم.نت (الإنجليزية)